# 乾實驗室
乾實驗室（Dry Lab）是一個科學概念，與「溼實驗室」（Wet Lab）相對。乾實驗室注重通過儀器的計算分析得出實驗材料的物理模型或對物理模型、物理過程進行模擬。運用電子設備進行實驗的實驗室（如機器人實驗室）有時也稱爲「乾實驗室」。乾實驗室中進行的實驗較少使用化學試劑，因而稱爲「乾實驗室」。